# Warren Spragg
Pas d'image ? Cliquez ici

a Compétitions nationales et continentales officielles uniquement.

b Matchs officiels uniquement.
Dernière mise à jour le 9 septembre 2018.
Warren Spragg, né le 1er novembre 1982 à Manchester (Angleterre), est un joueur de rugby à XV international italien d'origine anglaise, jouant au poste d'ailier ou d'arrière.

## Biographie
Warren Spragg a commencé à jouer dans les équipes de jeunes de l'Angleterre, puis pour les moins de 21 ans pour évoluer ensuite en championnat d'Angleterre avec l'équipe première de Sale Sharks.
Il a une grand-mère italienne et il signe en 2006 au Ghial Calvisano.
Il  fait partie du groupe retenu pour la tournée d'automne et a honoré sa première selection contre le Canada le 25 novembre 2006 (Victoire italienne 41-6).

## Équipe nationale
- 1 sélection en 2006.
- Tournoi des Six Nations disputé : aucun
- Coupe du monde de rugby disputée : 0.